# Picco Luigi Amedeo
Der Picco Luigi Amedeo (französisch Pointe Louis Amédée) ist ein 4469 m s.l.m. hoher Berggipfel im Mont-Blanc-Massiv und gehört politisch zum Aostatal in Italien. Benannt ist der Gipfel nach Luigi Amedeo di Savoia-Aosta.
Er ist der höchste Gipfel Italiens, der vollständig auf italienischem Boden steht. Der nächstgelegene höhere Gipfel ist der Monte Bianco di Courmayeur. Die Dominanz beträgt 0,73 km, die Schartenhöhe 39 m.
Der Picco Luigi Amedeo wird bei der Überschreitung des Brouillardgrates erreicht, einem der großen Grate des Mont Blanc. Er wurde erstmals am 18. bis 20. Juli 1901 von den Brüdern Giovanni Battista (1874–1962) und Giuseppe Fortunato Gugliermina (1872–1960) mit dem Führer Joseph Brocherel von Nordwesten erreicht.
Die erste Überschreitung des gesamten Brouillardgrates und damit auch des Picco Luigi Amedeo erfolgte am 9. August 1911 durch Karl Blodig, Humphrey Owen Jones, Geoffrey Winthrop Young mit dem Führer Josef Knubel. Blodig vervollständigte mit dieser Tour seine Besteigung aller Viertausender in der von ihm festgelegten Liste.
Der Picco Luigi Amedeo war ein unbedeutender Gratzacken im Brouillardgrat, ehe er 1959 durch eine schwierige Walter-Bonatti-Route am Roten Pfeiler, dem linken der drei großen Brouillardpfeiler, für größere Bergsteigerkreise ein Begriff wurde.